# Diecezja Trenton
Diecezja Trenton (łac. Dioecesis Trentonensis, ang. Diocese of Trenton) jest diecezją Kościoła rzymskokatolickiego w metropolii Newark w Stanach Zjednoczonych. Swym zasięgiem obejmuje środkową część stanu New Jersey.

## Historia
Diecezja została kanonicznie erygowana 2 sierpnia 1881 roku przez papieża Leona XIII. Wyodrębniono ją z ówczesnej diecezji Newark. Do roku 1937 należała do metropolii nowojorskiej. Pierwszym ordynariuszem został kapłan pochodzenia irlandzkiego Michael Joseph O’Farrell (1832-1894). Diecezja dwukrotnie utraciła część terytoriów na rzecz nowo powstałych diecezji Camden i Metuchen.

## Ordynariusze
- Michael Joseph O’Farrell (1881–1894)
- James Augustine McFaul (1894–1917)
- Thomas Joseph Walsh (1917–1928)
- John Joseph McMahon (1928–1932)
- Moses Kiley (1934–1940)
- William Aloysius Griffin (1940–1950)
- George William Ahr (1950–1979)
- John Charles Reiss (1980–1997)
- John Mortimer Smith (1997–2010)
- David O’Connell CM (od 2010)